# Samgakji (métro de Séoul)
Samgakji (hangeul : 삼각지 ; hanja : 三角地) est une station de correspondance entre la ligne 4 et la ligne 6 du métro de Séoul. Elle est située au 180 Hangang-daero, dans l'arrondissement Yongsan-gu de Séoul, en Corée du Sud.
Ouverte en 1985 et devenue station de correspondance en 2000, elle est desservie par les rames omnibus et express, qui circulent sur la ligne 4, et par les rames omnibus qui circulent sur la ligne 6.

## Situation sur le réseau

Plan du réseau (2023)

La station Samgakji est une station de correspondance entre la ligne 4 et la ligne 6 du métro de Séoul, : 
sur la ligne 4, établie en souterrain, elle est située entre la station Université des femmes Sookmyung, en direction du terminus nord Jinjeop, et la station Sinyongsan, en direction du terminus sud-ouest Oido', ;
sur la ligne 6, établie en souterrain, elle est située entre la station Parc de Hyochang, en direction du terminus nord-ouest Eungam, et la station Noksapyeong, en direction du terminus nord-est Sinnae,. 

## Histoire
La station Samgakji, en souterrain, est mise en service le 18 octobre 1985, lors de l'ouverture à l'exploitation d'une section, longue de 16,4 km, de la ligne 4, de Université de Hansung à Sadang,.
Elle devient, le 15 décembre 2000, une station de correspondance avec la ligne 6 lors de l'ouverture du prolongement, de 27 km, entre Sangwolgok et Yeonsinnae,.

## Services aux voyageurs

### Accès et accueil
Station souterraine de passage et de correspondance, au 180 Hangang-daero. Il y a quatorze bouches, numérotées de 1 à 14, établies de part et d'autre des voies routières proche du carrefour entre la Hangang-daero et la Itaewon-ro. Elle est équipée d'escaliers, escaliers mécaniques et ascenseurs pour les cheminements entre la station en sous-sol et les bouches en surface. Elle dispose notamment de billetteries avec des automates pour l'acquisition de titres de transports.

### Desserte

#### Station ligne 4
Samgakji est desservie par les rames omnibus et express, qui circulent sur la ligne 1. La station souterraine est aménagée avec des portes palières.

Installations
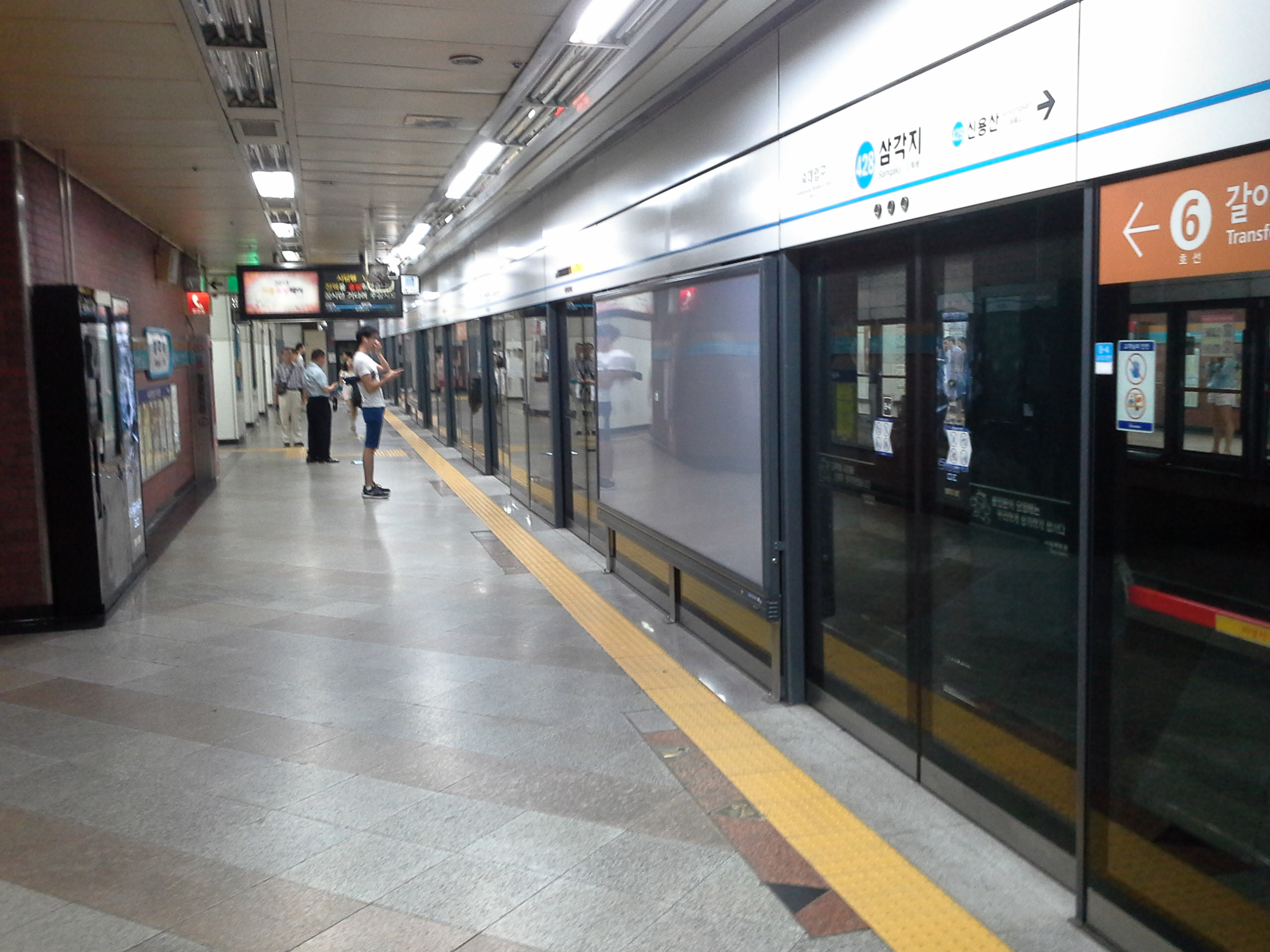
En 2013.
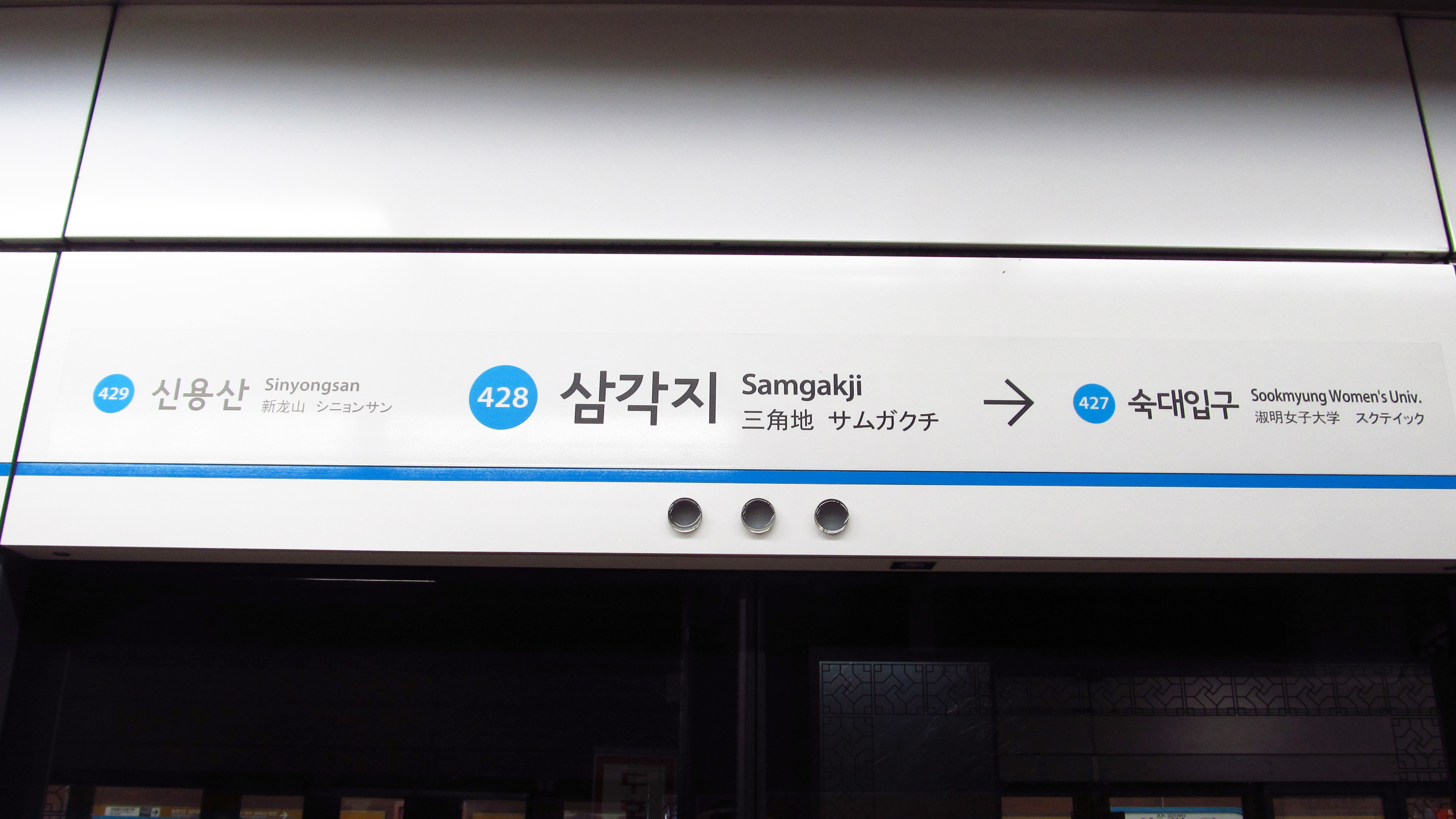
En 2018.
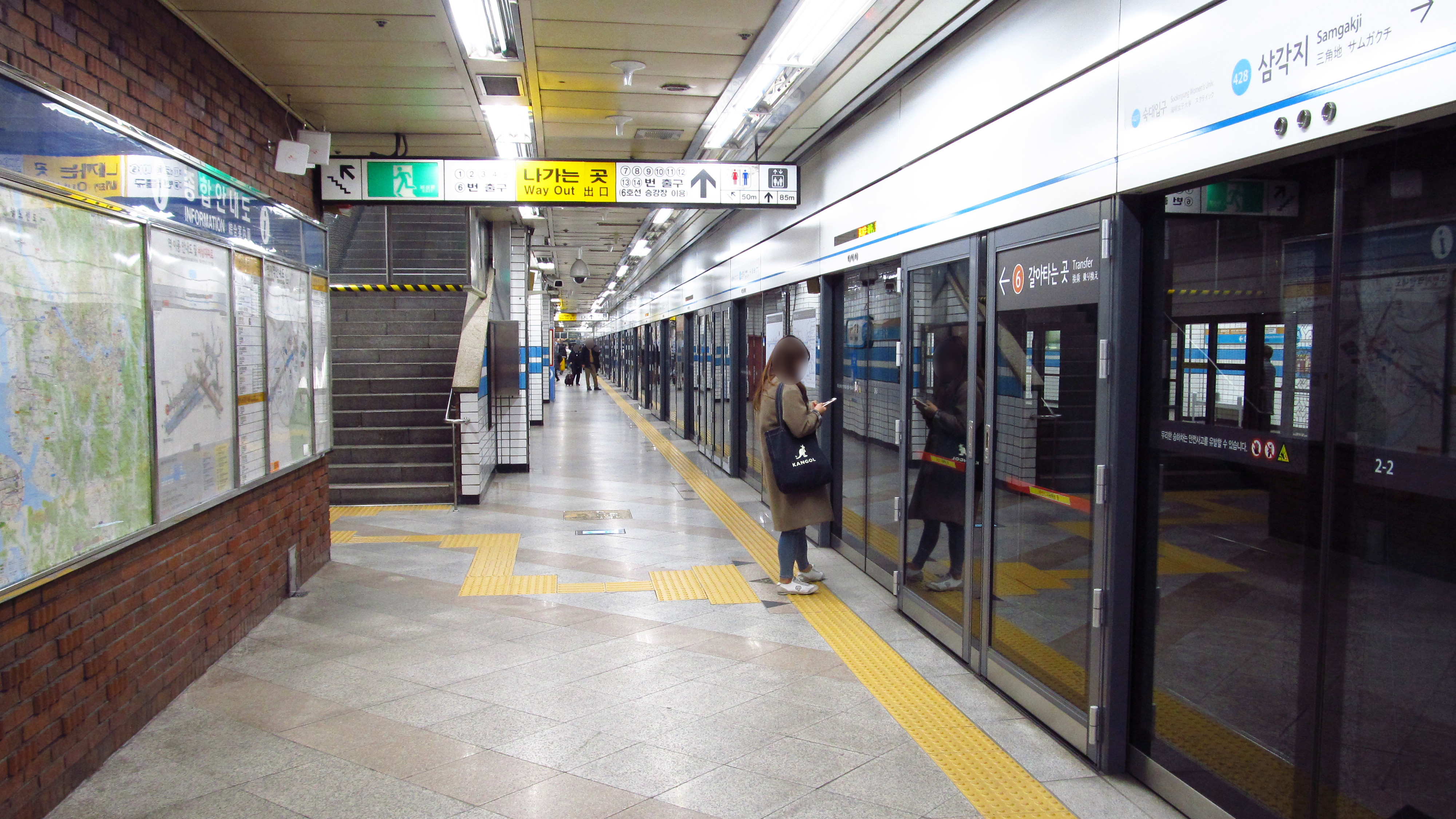
En 2018.

#### Station ligne 6
Samgakji est desservie par les rames omnibus, qui circulent sur la ligne 6. La station souterraine est aménagée avec des portes palières.

Installations
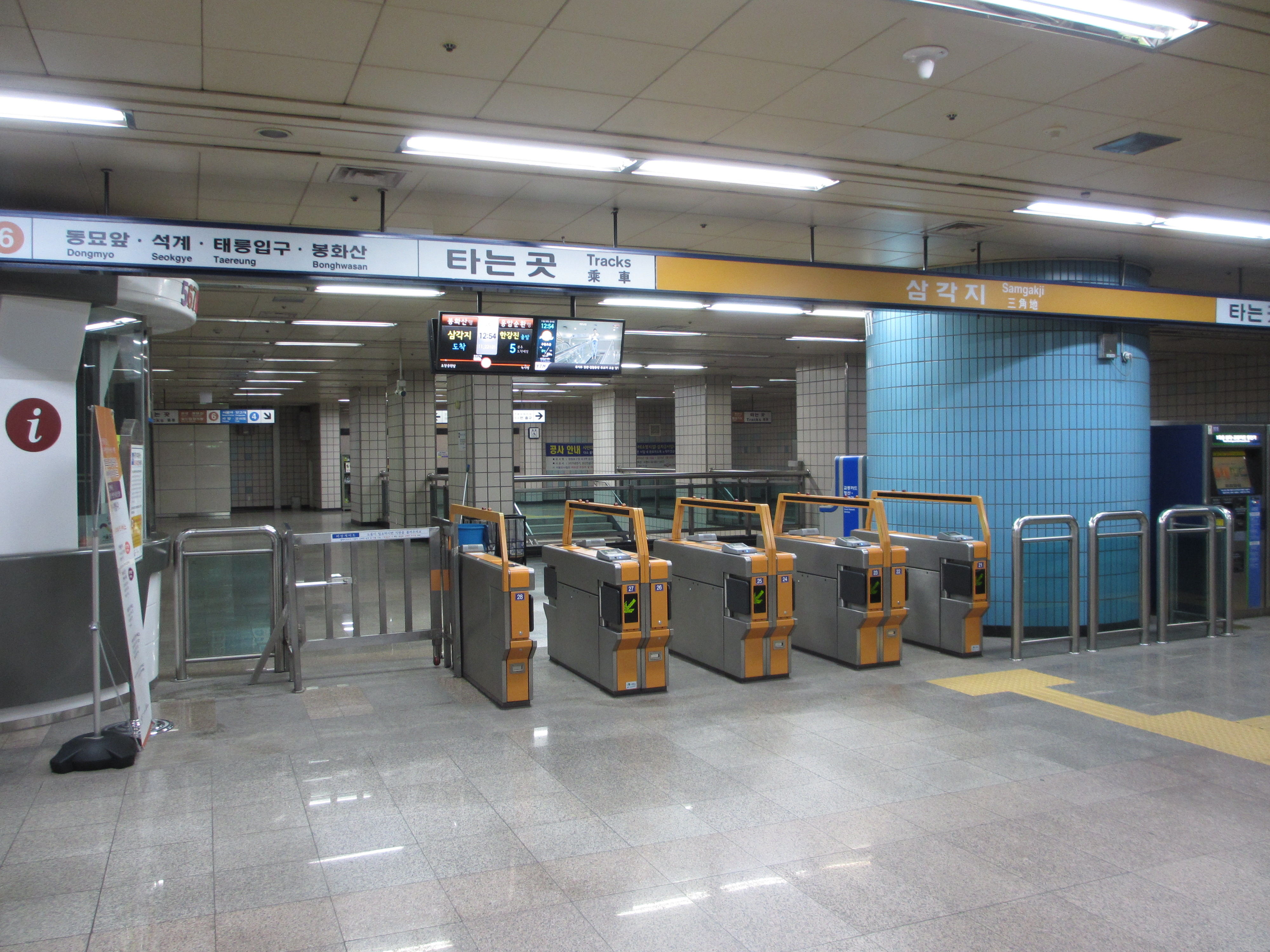
En 2013.
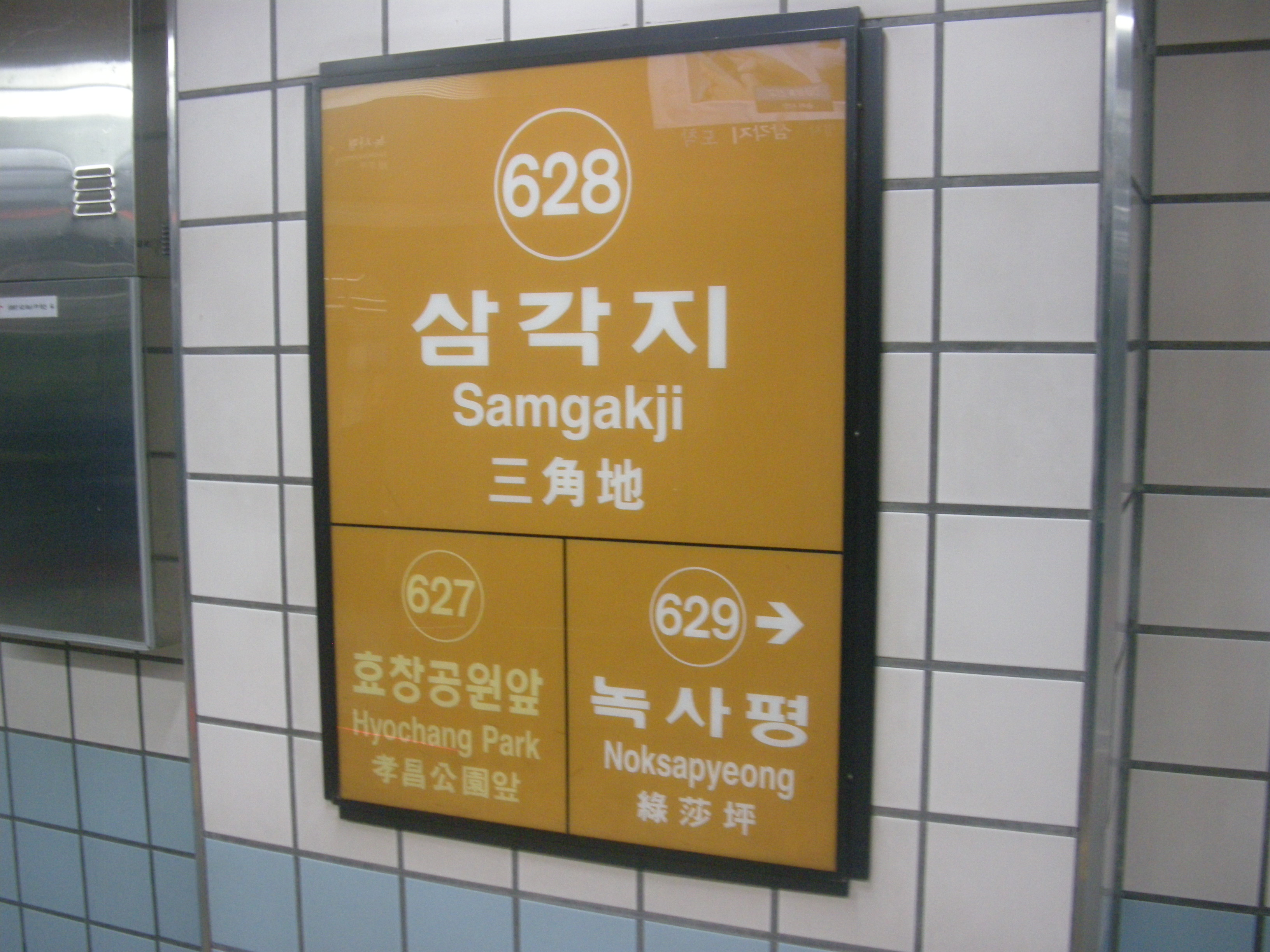
En 2012.
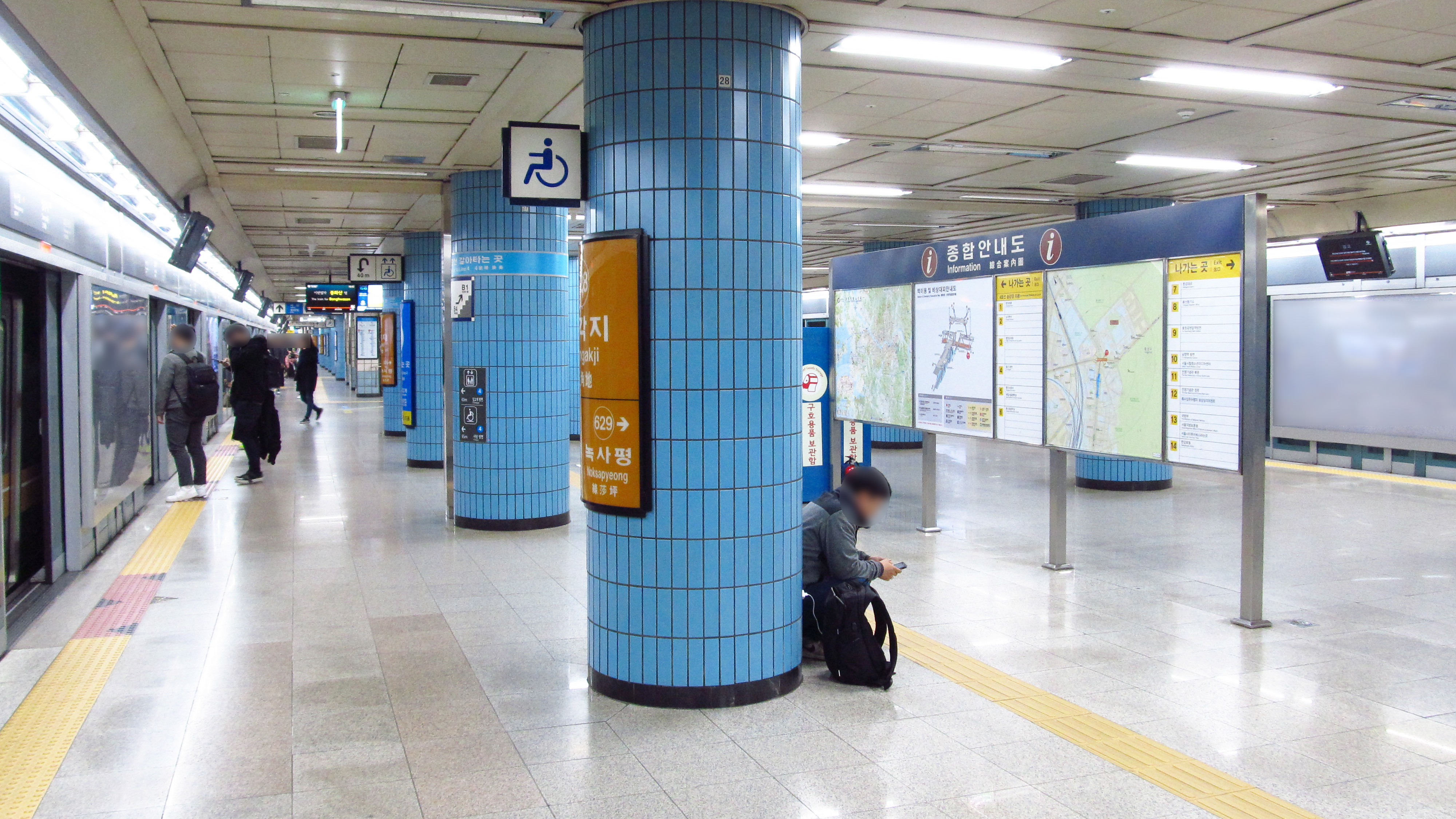
En 2018.

### Intermodalité
Des arrêts de bus sont établis sur la voie routière desservie par les bouches du métro.